# John Hall Magowan
John Hall Magowan (* 5. Oktober 1893 in Tullyherron, Mountnorris; † 5. April 1951 in Rostrevor) war ein britischer Diplomat. Er amtierte u. a. als britischer Botschafter in Venezuela (1948–1951).

## Leben und Tätigkeit
Magowan war ein Sohn des William Hall Magowan und seiner Frau Sara Ann, geborene Irvine. Nach dem Schulbesuch an der Royal School in Armagh studierte er ab 1911 Moderne Sprachen am Trinity College in Dublin. Von 1915 bis 1918 nahm er mit der Royal Field Artillery und dem Intelligence Corps am Ersten Weltkrieg teil. 1917 erreichte er den Rang eines Lieutenants. Bis 1919 gehörte er der britischen Besatzungsarmee am Rhein an.
1919 trat Magowan in den britischen Diplomatischen Dienst ein. Zunächst wurde er als Vizekonsul in Hamburg und Bremerhaven eingesetzt. Von 1924 bis 1929 fungierte Magowan dann als Konsul für das Saargebiet und die Bayerische Pfalz mit Dienstsitz in Mainz. In den Jahren 1929 bis 1931 wurde er dann als britischer Geschäftsträger (Charge d'Affairs) und Konsul in Haiti emit Dienstsitz in Port au Prince eingesetzt. 
Von 1931 bis 1934 war Magowan als Handelssekretär (Commercial Secretary) Mitglied im Stab der britischen Botschaft in Washington, D.C. In den Jahren 1935 bis 1937 gehörte er dann der britischen Botschaft in Berlin als Handelssekretär und dann von 1937 bis 1939 derselben Botschaft als Handelsrat (Commercial Counsellor) an. Nach dem Ausbruch des Zweiten Weltkriegs kehrte er nach Großbritannien zurück. Bis 1940 wurde er dann im britischen Schatzamt beschäftigt. Anschließend amtierte er von 1940 bis 1942 als stellvertretender Generalinspekteur des Amtes für die Garantie von Ausfuhrkrediten (Deputy Comptroller General' Export Credits Guarantee Department).
Aufgrund seiner Tätigkeit in Berlin geriet Magowan Ende der 1930er Jahre ins Visier der nationalsozialistischen Polizeiorgane, die ihn als wichtige Zielperson einstuften: Im Frühjahr 1940 setzte das Reichssicherheitshauptamt in Berlin ihn auf die Sonderfahndungsliste G.B., ein Verzeichnis von Personen, die im Falle einer erfolgreichen Invasion und Besetzung der britischen Inseln durch die Wehrmacht von den Besatzungstruppen nachfolgenden Sonderkommandos der SS mit besonderer Priorität ausfindig gemacht und verhaftet werden sollten.
In den Jahren 1942 bis 1948 fungierte Magowan dann als Handelsberater des britischen Botschafters in Washington D.C. 1946 wurde er zum Ritter geschlagen.
Den Höhepunkt seiner Laufbahn erreichte Magowan 1948 mit der Ernennung zum britischen Botschafter in Venezuela. Auf diesem Posten verblieb er bis zu seinem Tod während eines Heimataufenthaltes in Nordirland 1951. Kurz vor seinem Tod war er noch zum Botschafter in Siam ernannt worden.
Er wurde in Mountnorris begraben.

## Familie
Am 22. Juni 1917 heiratete er Winifred Isabel, geb. Titterington Ray, in der Rathfarnham Church in Dublin. Beide hatten eine Tochter, Anna Isabel Magowan (* 20. Juni 1922) und zwei Söhne William Andrew (* 5. September 1921) und David (* 16. Juli 1928).